# دهانه ولف کریک

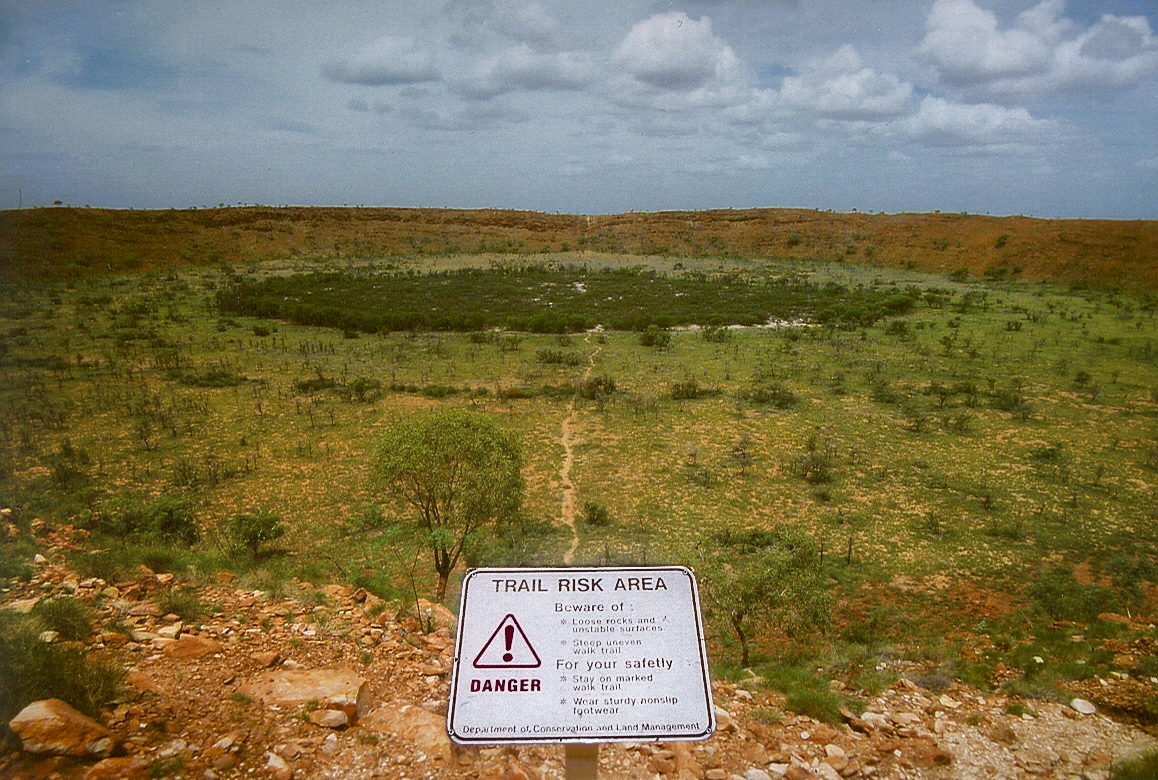
دهانه ولف کریک.

دهانه ولف کریک (انگلیسی: Wolfe Creek Crater) یک دهانه برخوردی شهاب‌سنگ در استرالیای غربی است.